# Gran Premio di Castrocaro Terme 1974
Il Gran Premio di Castrocaro Terme 1974, quindicesima edizione della corsa, si svolse il 16 giugno 1974 su un percorso di 77,52 km disputati a cronometro. La vittoria fu appannaggio dell'italiano Francesco Moser, che completò il percorso in 1h53'17", precedendo il connazionale Felice Gimondi ed il colombiano Martín Emilio Rodríguez.

## Ordine d'arrivo (Top 10)
| Pos. | Corridore               | Squadra            | Tempo    |
| ---- | ----------------------- | ------------------ | -------- |
| 1    | Francesco Moser         | Filotex            | 1h53'17" |
| 2    | Felice Gimondi          | Bianchi-Campagnolo | a 24"    |
| 3    | Martín Emilio Rodríguez | Bianchi-Campagnolo | a 2'01"  |
| 4    | Knut Knudsen            | Jollj Ceramica     | a 2'43"  |
| 5    | Roberto Poggiali        | Filotex            | a 3'01"  |
| 6    | Antoon Houbrechts       | Bianchi-Campagnolo | a 3'10"  |
| 7    | José Manuel Fuente      | KAS-Kaskol         | a 3'20"  |
| 8    | Luciano Borgognoni      | Dreherforte        | a 3'27"  |
| 9    | Johan De Muynck         | Brooklyn           | a 4'04"  |
| 10   | Ole Ritter              | Filotex            | a 4'28"  |